# Mucurici
Mucurici là một đô thị thuộc bang Espírito Santo, Brasil. Đô thị này có diện tích 537,711 km², dân số năm 2007 là 5498 người, mật độ 10,22 người/km².